# SV Mattersburg
El SV Mattersburg fue un equipo de fútbol de Austria, situado en la localidad de Mattersburgo. Jugó en la Bundesliga de Austria, máxima competición futbolística del país. Su última temporada fue el 2019/20. El Mattersburg se declaró en quiebra y se retiró de la liga el 5 de agosto de 2020
Por motivos de patrocinio, el equipo se llama actualmente SV Bauwelt Koch Mattersburg y está basado en la filosofía de cantera.

## Historia

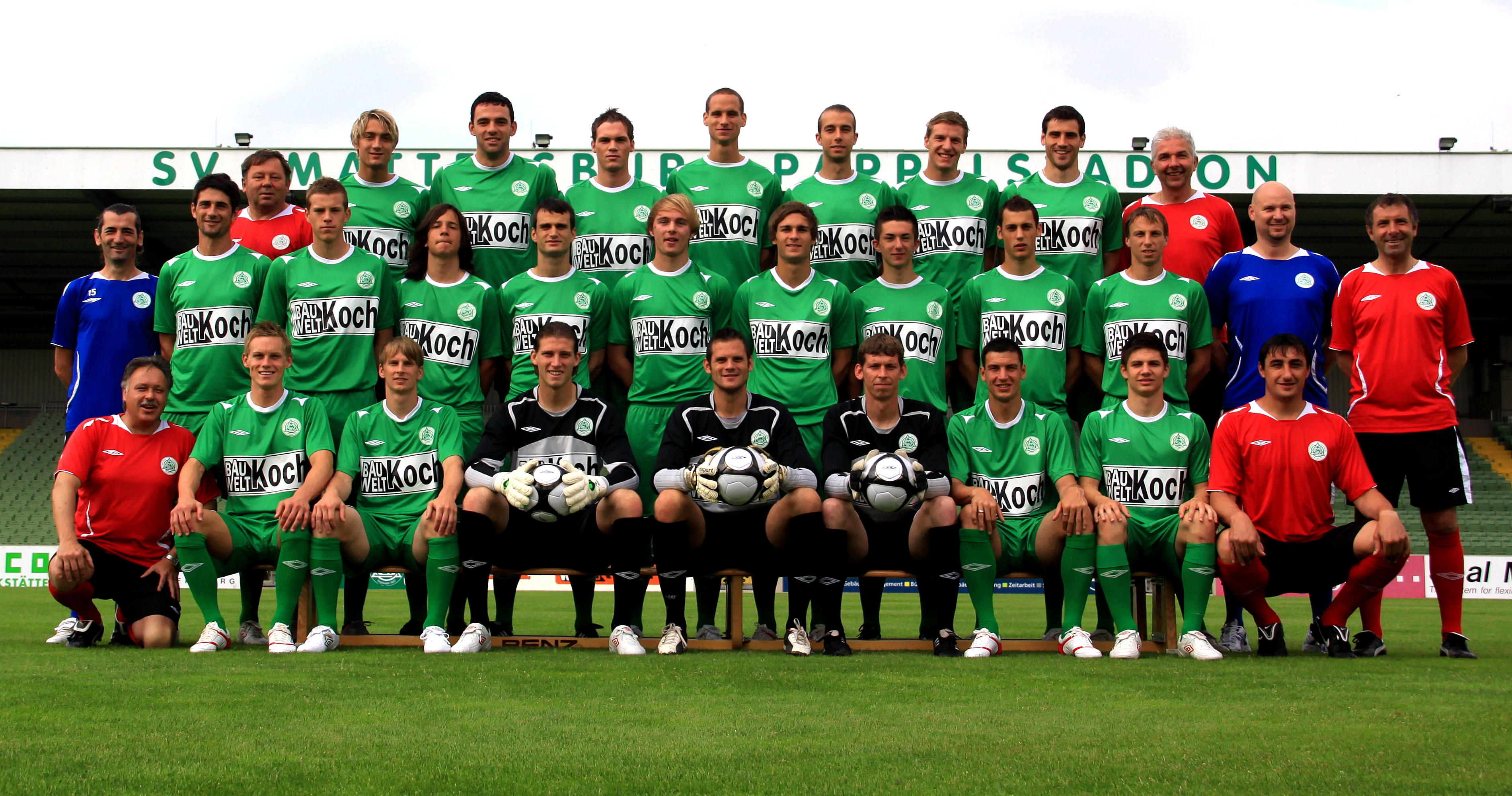
El Mattersburgo de la temporada 2010–2011.

El fútbol llegó a Mattersburg en 1912 a través de estudiantes de Viena que jugaban allí en su tiempo libre. La familia Sieberer, que llegó a Mattersburg desde Viena, fue la que impulsó la creación de un club de fútbol. Sus hijos ya habían jugado en clubes de fútbol vieneses. El SV Mattersburg se fundó el 10 de junio de 1922 y comenzó a jugar en ligas profesionales en la temporada 1964-65, manteniéndose como club de categorías inferiores. A partir de finales de los años 90 su situación cambia, y asciende a la Erste Liga (equivalente a la Segunda División española) en el año 2000. Tras proclamarse campeón de esa división 3 años después, asciende a la Bundesliga austriaca en la temporada 2003/04.
Durante las primeras temporadas el equipo sufre para mantenerse en la categoría, hasta que la dirección del equipo recae en el entrenador Franz Lederer. Con él, el club alcanza buenas posiciones y termina tercero en la temporada 2006-07, llegando incluso a posicionarse en segundo lugar en momentos puntuales, siendo solo superado por el Red Bull Salzburg. Además el SV Mattersburg llega por primera vez en su historia a disputar la final de la Copa de Austria del año 2006, aunque cae finalmente frente al FK Austria Viena. En 2007 se repetiría la misma historia, cayendo el equipo de Mattersburgo en la final de nuevo ante el mismo club.
En competiciones internacionales el SV Mattersburg ha llegado a disputar en 2 ocasiones la Copa de la UEFA, aunque no ha pasado de la tercera ronda de clasificación. En la temporada 2006-07 el equipo perdió frente al Wisla Cracovia, y en la 2007-08, tras superar al FK Aqtöbe de Kazajistán, cayó ante el FC Basel suizo.

## Uniforme
- Uniforme titular: Camiseta verde, pantalón blanco y medias verdes.
- Uniforme alternativo: Camiseta roja, pantalón blanco y medias rojas.

## Estadio
El SV Mattersburg juega sus partidos como local en el Pappelstadion, un campo inaugurado en 1952 con capacidad para más de 15.000 espectadores (5.000 sentados) y césped natural.
Se da un hecho curioso en el Pappelstadion, ya que a pesar de que Mattersburgo tenga poco más de 7.000 habitantes en su censo, el campo es llenado por más de 15.000 hinchas locales cada partido. En la temporada 2005-06 fue el club que logró un mayor aforo en cada partido como local.

## Participación en competiciones de la UEFA
| Temporada | Torneo   | Ronda            | País       | Club         | Casa | Visita | Global |
| --------- | -------- | ---------------- | ---------- | ------------ | ---- | ------ | ------ |
| 2006/07   | UEFA Cup | Clasificatoria 1 | Polonia    | Wisla Krakow | 1–1  | 0–1    | 1–2    |
| 2007/08   | UEFA Cup | Clasificatoria 1 | Kazajistán | FC Aktobe    | 4–2  | 0–1    | 4–3    |
| 2007/08   | UEFA Cup | Clasificatoria 2 | Suiza      | FC Basel     | 0–4  | 1–2    | 1–6    |

## Entrenadores
- Christian Janitsch (1993-1994)
- Karl Rosner (1994-2000)
- Ernst Simmel (2000)
- Günther Schiffer (2000-2001)
- Werner Gregoritsch (2011-2004)
- Muhsin Ertuğral (2004)
- Franz Lederer (2004-2013)
- Alfred Tatar (2013)
- Franz Lederer (2013)
- Ivica Vastić (2013-2017)
- Gerald Baumgartner (2017-2018)
- Matías Esparza (2019)